# 서식스주

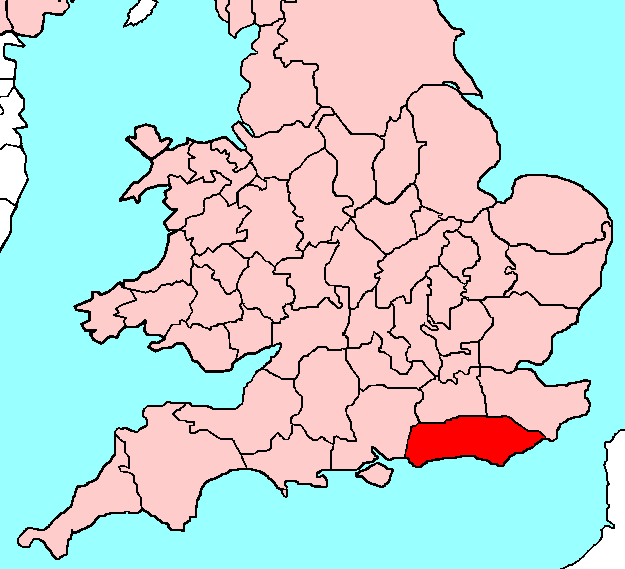
서식스

서식스주(Sussex)는 잉글랜드의 폐지된 주이다. 1974년에 웨스트서식스주와 이스트서식스주로 나눠져서 현재에 이른다.

## 같이 보기
- 이스트서식스주
- 웨스트서식스주
- 서식스 왕국
- 골목